# デストロイ・ロンリー
ボビー・ワーデル・サンディマニー3世（Bobby Wardell Sandimanie III、2001年7月30日 - ）は、デストロイ・ロンリー（Destroy Lonely）として知られるアメリカ合衆国のラッパー、歌手、ソングライターである。

## 私生活
ボビー・サンディマニー3世ことデストロイ・ロンリーは2001年7月30日に生まれた。彼には2人の異母妹と1人の異母兄がおり、リベリア系アメリカ人の血を引いている。彼の父親はラッパーのI-20で、リュダクリスのレコードレーベルDisturbing tha Peaceに所属していた。彼は6年生からホームスクーリングを受け、その後9年生と10年生で公立学校に復学し、そこでザナックスを乱用していたと回想している。彼は薬物乱用が自分を破壊していると感じたことがステージネームの「デストロイ」の部分の由来であり、青年期を孤独に過ごしたことが「ロンリー」の部分の由来だと述べている。
2024年初め、元ガールフレンドがXを通じて彼からドメスティックバイオレンスを受けたと告発した。デストロイ・ロンリーはこれらの疑惑を否定した。2024年11月、デストロイ・ロンリーが新しいガールフレンドのシャナード・クレアモントとガソリンスタンドで喧嘩している動画がバイラルになった。彼は、2人はただ口論していただけだと自己弁護した。

## キャリア

### 2015–2019年：キャリアの始まり
デストロイ・ロンリーは14歳で音楽活動を始め、学校のレコーディングスタジオで最初の曲を制作した。学校で出会った親友のTexacoとNezzusは、彼の初期の作品の多くをプロデュースし、後のプロジェクトでも共同作業を続けている。Nezzusと出会ってすぐに、彼らは最初のプロジェクト『NezzusDestroyed』のレコーディングを開始した。ロンリーはその後、2019年の楽曲「Bane」で注目を集めることとなる。

### 2020–2022年：『</3』と『No Stylist』
2020年9月25日、デストロイ・ロンリーは3枚目のミックステープ『</3』（読み：ブロークン・ハーツ）をリリースし、1ヶ月後の2020年10月31日にはデラックス版『</3²』をリリースした。2020年の『</3』のリリースと「Bane」からの注目を受け、2020年12月、デストロイ・ロンリーは楽曲「Oh Yeah」のミュージックビデオが公開された後、プレイボーイ・カーティに注目された。2021年初め、彼はカーティのレコードレーベルOpiumと契約した。
2021年4月、彼はプレイボーイ・カーティの楽曲「Sky」のミュージックビデオに出演した。2022年4月には、リリカル・レモネード・サマー・スマッシュでのパフォーマンスが発表された。2022年7月、デストロイ・ロンリーは頻繁にコラボレーションしているケン・カーソンのスタジオ・アルバム『X』に参加した。 また、2022年7月には、同郷アトランタのラッパーBktherulaのシングル「Forever Pt. 2」や、ロチェスター出身のラッパーSlump6sのアルバム『Genesis』にも参加した。2022年8月、デストロイ・ロンリーは5枚目のミックステープ『No Stylist』をリリースした。このミックステープには、レーベルメイトのケン・カーソンが参加している。2022年9月、彼とOpiumのラッパー、ケン・カーソンはプレイボーイ・カーティの26歳の誕生日に指輪を贈った。2022年10月には、「No Stylist」ツアーの日程を発表した。
また、10月には自身の楽曲「Vtmntscoat」のミュージックビデオを公開し、「豪華なディナーパーティーや真夜中のドライブ」といった映像が含まれていると評された。

### 2023年–現在：『If Looks Could Kill』と『Love Lasts Forever』
2022年11月18日、デストロイ・ロンリーはミックステープ『No Stylist』に続き、『NS+ (Ultra)』をリリースした。これはミックステープのデラックス版であり、5曲の新曲が追加され、彼のペットであるボンベイ猫にちなんで「Ultra」と名付けられた。これに続き、2023年2月20日、デストロイ・ロンリーは楽曲「Neverever」と「Fakenggas」のミュージックビデオをYouTubeで公開した。
2023年2月21日、ロンリーはTumblrで次のアルバムが2023年4月にリリースされることを発表し、「俺のアルバムは4月に出る…」と述べた。2023年3月3日、デストロイ・ロンリーはデビュー・スタジオ・アルバムのリードシングルになると予想されていたシングル「If Looks Could Kill」をリリースした。2023年5月5日、デストロイ・ロンリーはデビュー・スタジオ・アルバム『If Looks Could Kill』をリリースした。アルバムは25曲構成で、ボーナストラックとしてレーベルメイトのケン・カーソンとの「Money and Sex」が収録されている。CDとビニール版には2曲の追加トラックが、そして短編映画「Look Killa」もリリースされた。2023年9月29日、デストロイ・ロンリーはデビュー・スタジオ・アルバムのデラックス版『If Looks Could Kill (Director's Cut)』をリリースし、全エディションから6曲の新曲が追加された。
2023年10月13日、デストロイ・ロンリーはケン・カーソンの3枚目のアルバム『A Great Chaos』に3曲でフィーチャーされ、「Singapore」、「Paranoid」、そしてリル・ウージー・ヴァートもフィーチャーされた「Like This」に参加した。
2024年8月30日、ロンリーはセカンド・スタジオ・アルバム『Love Lasts Forever』をリリースし、『ビルボード』200チャートで10位、トップR&B/ヒップホップ・アルバムチャートで1位を記録した。2025年6月5日、ロンリーは9枚目のEP『See U Soon </3』をSoundCloudでサプライズリリースした。

## 音楽スタイル
『ローリング・ストーン』誌は、デストロイ・ロンリーのユニークなケイデンスの変化と、ユーモラスな歌詞の使用について言及している。彼はクリスタル・キャッスルズ、デフトーンズ、ザ・キュアーなどの影響を受け、ラップの先駆者としてリル・ウェイン、ドレイク、フューチャー、ヤング・サグ、プレイボーイ・カーティを挙げている。『The Fader』のブランドン・カレンダーは、彼の音楽を次のように評している。「デストロイ・ロンリーは、きらびやかで雰囲気のあるビートに偏る、多彩なビートに対する耳を持っており、そのビートはキャンバスのように機能し、彼の声は鮮やかな絵の具のしぶきのようだ。」ロンリーのプロダクションの多くは、アンビエントなシンセサイザー、プログラムされたギターリフ、そしてオーケストラや『原神』などのビデオゲームのOSTからのサンプルを利用している。
デストロイ・ロンリーの主な歌詞のテーマは通常、ボースティングであるが、彼の歌詞は恋愛、愛、銃、あるいは特に初期の作品では金融犯罪を犯すことについても触れることがある。

## ディスコグラフィ

### スタジオ・アルバム
- If Looks Could Kill（2023）
- LOVE LASTS FOREVER（2024）